# Sten Stensson Stéen går igen
Sten Stensson Stéen går igen är en teaterpjäs av Carro Bergqvist och Nils Poppe, i regi av Egon Larsson som framfördes på Fredriksdalsteatern i Helsingborg sommaren 1981.

## Rollista
- Nils Poppe – Sten Stensson Stéen
- Berit Carlberg – Änkan Birgitta von Carping
- Bo Lindström – Färjskeppare Sandeberg
- Sture Hovstadius – Professor Valdemar Willer
- Ann-Charlotte Björling – Ros-Marie Willer
- Hans-Peter Edh – Godsägare & kommunpamp Stefan Lindelöf
- Brita Billsten – Hembiträde Märta Brolin
- Thomas Ungewitter – Rättare Fabian Månsson

Rollen som den lärde kandidaten Sten Stensson Stéen var en av Nils Poppes paradroller, han gjorde rollen första gången på film 1945, Sten Stensson kommer till stan.